# Ялунцзян
Ялунцзя́н (кит. упр. 雅砻江, пиньинь Yalong Jiang, тиб. ཉག་ཆུ་) — река в Китае, левый приток Янцзы, протекает по территории провинций Цинхай и Сычуань на юго-западе центральной части страны.
По одним данным длина реки составляет 1187 км, по другим — 1324 км. Площадь водосборного бассейна оценивают от 144 тысяч до примерно 150 тысяч км². Средний расход воды — около 2000 м³/с.
Ялунцзян берёт своё начало на горном хребте Баян-Хара-Ула в восточной части Куньлуня на юго-востоке провинции Цинхай, протекает в Сино-Тибетских горах по глубокому ущелью, образуя множественные пороги и водопады. Впадает в Янцзы около Паньчжихуа на юге провинции Сычуань.